# سلوکوس ششم
سلوکوس ششم اپیفانس (به یونانی: Σέλευκος Στ' Επιφανής) (مرگ: 94 پیش از میلاد) پادشاه سلوکی و بزرگترین پسر آنتیوخوس هشتم بود. لقب او اپیفانس به معنای تجلی خداوند می‌باشد.
در ۹۶ او در جنگ عموی ناتنی‌اش آنتیوخوس نهم را شکست‌داد و با کشتنش انتقام خون پدر را از وی ستاند. اگرچه سال پس از آن ورق برگشت و آنتیوخوس دهم پسر آنتیوخوس نهم وی را شکست‌داد و ناچار کرد که سوریه را رها کرده و به موپسوئستیه در کیلیکیه بگریزد.
سلوکوس در اندیشه فراهم‌آوردن ارتشی گران بود، ولی باشندگان آن سرزمین که گرفتار دزدان دریایی بودند توانایی پرداخت هزینه‌های گزاف او را نداشتند. پس بر او شوریدند و در یک میدان اسب‌دوانی او و یارانش را محاصره کردند و می‌نماید که ایشان در آتشی که شورشیان برپاکردند سوخته‌باشند.